# Neumohlis
Neumohlis (auch Ottiliengrund) ist ein Ortsteil der sächsischen Gemeinde Käbschütztal im Landkreis Meißen.

## Geographie
Neumohlis befindet sich westlich der Kreisstadt Meißen auf etwa 200 Metern über Normalhöhennull. Westlich des Ortes verläuft der Grutschenbach, der bei (Alt-)Mohlis entspringt, weiter nördlich in den Ketzerbach und schließlich in die Elbe mündet. Die Kreisstraße 8071 trennt Neumohlis von dem Käbschütztaler Ortsteil Sieglitz ab.
Der Ort befindet sich auf der Gemarkung von Mohlis. Nahe gelegene Orte sind neben Sieglitz und Mohlis Seebschütz, Pröda und Oberjahna.

## Geschichte
Im Jahr 1875 war Neumohlis zur Amtshauptmannschaft Meißen im Königreich Sachsen gehörig und hatte 102 Einwohner. Kirchlich war das Dorf ins Kloster St. Afra gepfarrt.
Das Dorf wurde als Ortsteil von Mohlis am 1. November 1935 nach Kagen eingemeindet. Nach dem Ende des Zweiten Weltkriegs wurde es zuerst Teil der Sowjetischen Besatzungszone und später der DDR. Dort wurde Kagen mit seinen Ortsteilen dem Kreis Meißen im Bezirk Dresden zugeschlagen. Die Gemeinde vereinigte sich am 1. Januar 1969 mit Jahna zu Jahna-Kagen, wiederum am 1. März 1974 mit Löthain zu Jahna-Löthain.
Neumohlis wurde nach Wende und Wiedervereinigung Teil des neugegründeten Freistaates Sachsen. In der Kreisreform 1994 wurde der Landkreis Meißen-Radebeul (ab 1996 Landkreis Meißen) aus dem alten Gebiet des Kreises Meißen und Teilen des Kreises Dresden-Land gebildet, dem Neumohlis bis 2008 angehörte. Ebenfalls 1994 vereinigten sich Jahna-Löthain, Krögis und Planitz-Deila zur neuen Großgemeinde Käbschütztal mit 37 Ortsteilen. Diese Gemeinde ist seit dem 1. August 2008 Teil des in der Kreisreform Sachsen 2008 aus Landkreis Meißen und Landkreis Riesa-Großenhain gebildeten dritten Landkreises Meißen.